# Campeonato Nacional da Divisão de Honra 2018
Der Campeonato Nacional da Divisão de Honra 2018 war die dritthöchste Spielklasse im Fußball auf der Insel São Tomé, einem Teilstaat des afrikanischen Inselstaates São Tomé und Príncipe. Die Saison wurde mit zehn Mannschaften ausgetragen. Jede Mannschaft absolvierte 16 Spiele in einer Hin- und Rückrunde.
| Pl.                    | Verein               | Sp. | S  | U | N  | Tore    | Diff. | Punkte |
| ---------------------- | -------------------- | --- | -- | - | -- | ------- | ----- | ------ |
| 1.                     | Benfica Porto Alegre | 16  | 10 | 4 | 2  | 040:220 | +18   | 34     |
| 2.                     | AD Kê Morabeza (A)   | 16  | 10 | 4 | 2  | 027:130 | +14   | 34     |
| 3.                     | CD Conde             | 16  | 9  | 4 | 3  | 026:130 | +13   | 31     |
| 4.                     | Andorinha SC         | 16  | 6  | 5 | 5  | 027:240 | +3    | 23     |
| 5.                     | Boavista FC (A)      | 16  | 7  | 1 | 8  | 024:300 | −6    | 22     |
| 6.                     | Diogo Vaz            | 16  | 6  | 4 | 6  | 020:270 | −7    | 22     |
| 7.                     | UD Santa Margarida   | 16  | 5  | 3 | 8  | 019:240 | −5    | 18     |
| 8.                     | Marítimo Micoló      | 16  | 4  | 2 | 10 | 025:330 | −8    | 14     |
| 9.                     | Varzim SC            | 16  | 3  | 4 | 9  | 023:330 | −10   | 13     |
| 10.                    | Juba de Diogo Simão  | 16  | 2  | 5 | 9  | 019:310 | −12   | 11     |
| Stand: Saisonende 2018 |                      |     |    |   |    |         |       |        |

Platzierungskriterien: 1. Punkte – 2. Tordifferenz – 3. geschossene Tore